# Ecco: The Tides of Time
Ecco: The Tides of Time é um jogo de Mega Drive desenvolvido pela Sega, lançado em 1994. É a continuação do jogo Ecco the Dolphin.